# Colasposoma akaensis
Colasposoma akaensis é uma espécie de escaravelho de folhas da República Democrática do Congo, descrito por Brian J. Selman em 1972. É também conhecido como "Colasposoma akaense" no site African Eumolpinae.